# Sonnenfinsternis vom 28. Mai 1900
Die Sonnenfinsternis vom 28. Mai 1900 war eine totale Sonnenfinsternis, die erste Sonnenfinsternis, von der es eine Filmaufnahme gibt.
Es war die 41. Finsternis des Saroszyklus 126.

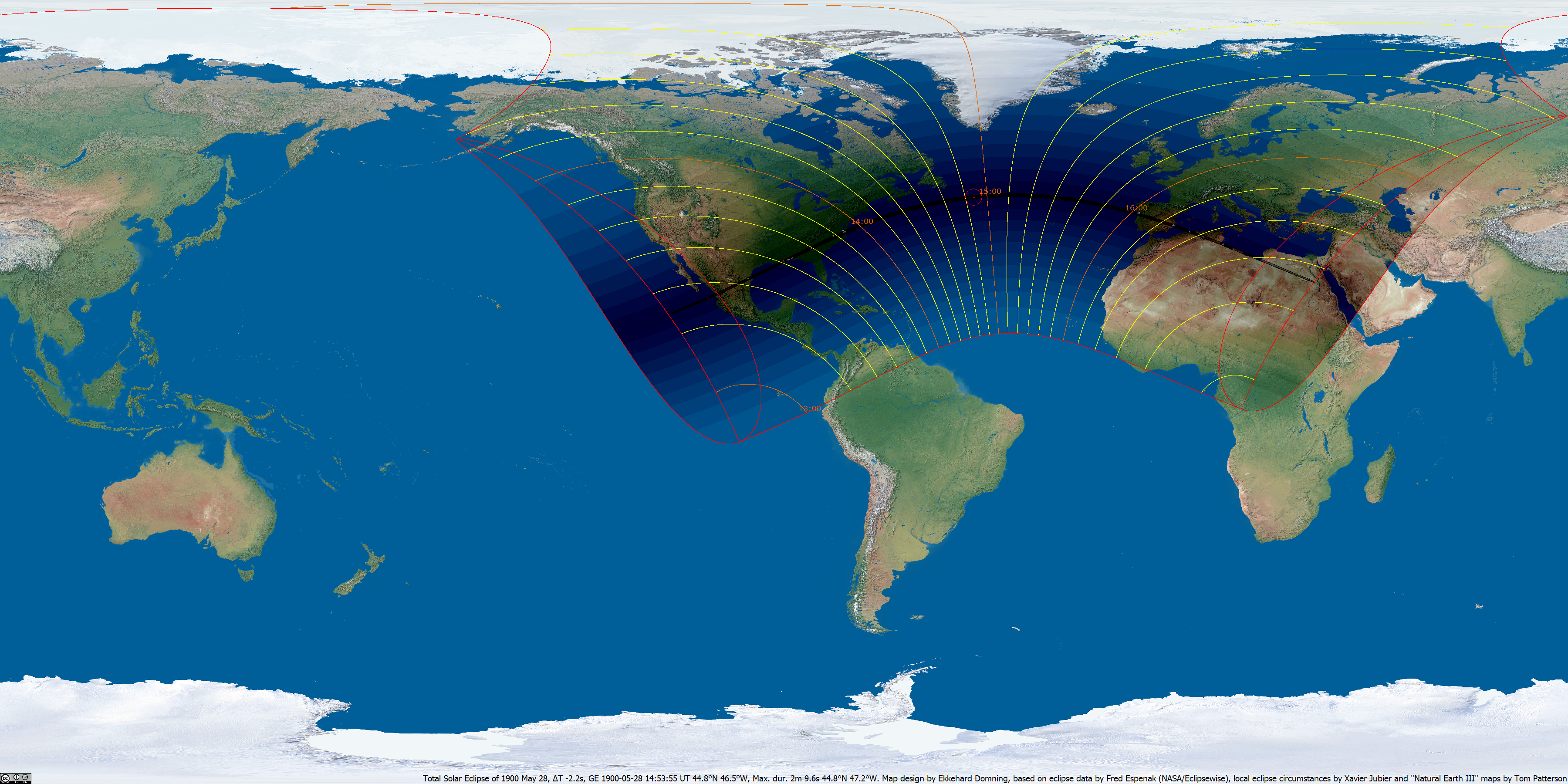
Verlauf des Finsternisschattens

## Beschreibung
Der Kernschattenbereich begann im Pazifik, überstrich den Norden Mexikos und Teile der US-amerikanischen Südstaaten, bevor er von Virginia aus auf den Atlantik überging und auf ungefähr dem halben Weg nach Europa sein Maximum erreichte. Der Kernschatten traf dann in Portugal wieder auf Land, durchquerte Spanien, anschließend die nordafrikanischen Staaten Algerien, Tunesien und Libyen und endete schließlich in Ägypten.
Dem Astronomen John Mackanzie Bacon gelang zusammen mit dem Zauberkünstler Nevil Maskelyne in North Carolina die erste Filmaufnahme einer Sonnenfinsternis.